# Лукрецій
Лукре́цій, повне ім'я Тіт Лукре́цій Кар (лат. Titus Lucretius Carus; бл. 99-95—55 до н. е.) — давньоримський поет і філософ-матеріаліст. У своїй творчості, зазнаючи впливу еллінських атомістів, розмірковував над числом світів у космосі (Див. також: Екзопланета).

## Біографічні відомості
Біографічні відомості про Лукреція майже не збереглися (повідомлення Ієроніма і Светонія відносяться до IV ст. н. е. і мало достовірні). Цілком імовірно, Лукрецій отримав філософську освіту в популярній у той час неаполітанській епікурейській школі, яку очолював Філодем.

De rerum natura, 1570

Збереглася одна філософська поема Лукреція, не опублікована при його житті й, очевидно, не закінчена. За свідченням Светонія її відредагував й опублікував Цицерон (імовірно, не Марк Туллій Цицерон, а його брат Квінт). Пізніше вона отримала назву «Про природу речей» (лат. «De rerum natura»), назва якої цілком виражає її зміст. Цей твір Лукреція — єдина повністю збережена пам'ятка матеріалістичної думки античності; у ній систематично й аргументовано викладений античний матеріалізм і особливо повно найвище його досягнення — атомістичне вчення Епікура.
Твір Лукреція — дидактична поема, що популяризує філософські ідеї, жанр, досить звичайний для тієї епохи. Відзначимо, що ще до Лукреція Манілій і Германік пробували викласти свої астрономічні погляди в дидактичній поемі. Поет Саллюстій у своєму вірші «Емпедокл» викладає вчення давньогрецьких натурфілософів. Вкладаючи філософський зміст у звучну форму гекзаметра, Лукрецій сам пояснив, чому він пише віршами: оскільки наукове знання важко сприймається, потрібно за допомогою поезії полегшити оволодіння ним; Лукрецій вважав поезію одним зі способів поширення знання. Кожній книзі передує поетичний вступ, за яким слідує виклад відповідної частини атомістичної філософії. У поетичному оформленні філософського матеріалу переважають порівняння, що розгортаються іноді в досить яскраві описи, наприклад вічного відродження в природі, отари, струмка, бою, культу Кібели, чуми в Афінах. Латинська мова поеми відрізняється як архаїзмами, так і деякими новотворами, викликаними необхідністю передачі незнайомих римлянам філософських понять. Дактилічний гекзаметр Лукреція більш плавний, ніж у Еннія або Луцилія, але йому далеко ще до вишуканості, що досягається в поезії Вергілія. Лукрецій сприяв виробленню наукової літературної мови.

## Філософські погляди
Лукрецій розвивав матеріалістичний погляд на природу. Вихідним для Лукреція було основне положення давньогрецького матеріалізму: «З нічого ніколи не виникає ніщо» («Про природу речей», І:150; укр. перекл., К., 1988). Лукрецій показував, що в основі речей лежать якісь дрібні матеріальні начатки:

Ми ті начатки йменуєм: матерія, чи родотворні
Тільця речей; окрім того, насінням речей дуже часто
Їх називаємо; врешті, ще й іншу вживаємо назву:
Первісні тільця, від них-бо, найперших, усе виникає. (I:53-56).

Слідом за Демокрітом й Епікуром Лукрецій вважав ці вічні, неподільні (Лукрецій не вживав у поемі грецький термін «атом»), незмінні «тіла», «насіння», абсолютно щільними, непроникними, що рухаються в порожнечі. Існування тіл і порожнечі, за Лукрецієм, взаємно обумовлено. Джерелом руху тіл, за Лукрецієм, є вага «першооснов» (І:360), швидкість руху в силу «ваги» у порожньому просторі всіх «першооснов» була б однакова, вони «падали» б паралельно, не зіштовхуючись, якби не володіли якоюсь певною, властивою кожному початку індивідуально, властивістю відхилення (ІІ:219-224). Розвиваючи у вченні про «відхилення» думки Епікура, Лукрецій вважав, що, завдяки «відхиленню», тільця випадково, «порушуючи приписи долі», зіштовхуються і зв'язуються один з одним, утворюючи все різноманіття речей і явищ у природі (ІІ:250-54). Ідея «відхилення» цікавить Лукреція особливо — як основа для пояснення свободи волі людини, її непідвладності «долі» (ІІ:254-56). Вчення це спрямоване не тільки проти т. зв. «наскрізної причинності» Демокрита, а й проти давньоримської релігії, що зв'язує дії людини з ученням про богів, долю й визначеність долі кожної людини, тому що в часи Лукреція (I ст. до н. е.), в епоху бурхливих соціальних змін, на перший план висувалися ці проблеми. На противагу уявленню римлян про час як існуючий сам по собі, Лукрецій вважав, що часу немає «поза рухом та супокоєм речей» (І:455).
Космогонічні та космологічні погляди Лукреція в основі є систематичним викладом учення Демокрита — Епікура про безмежність Всесвіту, нескінченному різноманітті, постійній зміні, виникнення і загибель світів, подібних і неподібних нашому. Водночас Лукрецій своєрідно пояснював виникнення життя, вважаючи, що живе виникло в результаті випадкового стихійного сполучення певних тіл, «насінь»; надалі вижили «найпристосованіші» організми, «ця пристосованість» є, за Лукрецієм, результатом того, що могли зберегтися тільки вдалі сполучення тіл, що відповідають умовам середовища (див. ІІІ:789-90). Лукрецій повністю відкидав вчення ідеалістів про кінцеву мету, розуміючи доцільність лише як випадковий результат поєднання першооснов (IV:828-61).

## Вчення про пізнання
У навчанні про пізнання Лукрецій також продовжував лінію філософського матеріалізму, вважаючи світ пізнаваним. Єдино достовірним джерелом знання є, за Лукрецієм, почуття, помилки виникають там, де висновки не основані на почуттях, даних, або при невірному узагальненні розумом цих даних (див. IV: 507-19). В основу механізму почуттів, сприйняття Лукрецій кладе теорію «образів» («ейдола») Демокрита.
Таким чином, Лукрецій використовував усі основні положення епікурейської школи, внесені нею в атомістичне вчення Демокрита («відхилення», визнання гіпотез для пояснення причин деяких явищ та ін.). Водночас Лукрецій у своєму обґрунтуванні атомістики відрізнявся від Епікура, який обмежувався переважно логічною аргументацією; Лукрецій зробив доступнішими складні філософські ідеї Епікура, він широко застосовував порівняння, аналогії між різними процесами живої і неживої природи, метафори та ін. Ця особливість викладу атомістики в Лукреція зв'язана, очевидно, з його прагненням широко популяризувати атомістичну теорію, його теоретико-пізнавальною концепцією та великою довірою до даних почуттів і повсякденної практики.

## Суспільно-історичні погляди
Слідом за Демокритом Лукрецій розглядав розвиток суспільства як поступального процесу, в основі якого лежать «нестаток» (особливо нестаток у житлі, у вогні й одязі) і «розум людській» (V:1450). У ході цього процесу виникають мова, держава (походження якої Лукрецій пояснював договором людей), право.
Будучи прихильником античної демократії, Лукрецій засуджував аморалізм рабовласників, виступав проти війн, що відривають мирних жителів від корисної для суспільства праці.

## Атеїзм
Послідовним висновком із матеріалізму Лукреція був його атеїзм. Лукрецій вважав неспроможними релігійні уявлення про провидіння, чудеса тощо. Згідно з Лукрецієм, релігія — марновірство й забобони, продукт неуцтва та страху (І:153), підтримуючи які, вона стала джерелом багатьох зол і нещасть, несправедливості і злочинів. Засіб порятунку від релігії Лукрецій вбачав у роз'ясненні істинних причин природних явищ, у викритті розповсюджуваної жерцями неправди про безсмертя душі і загробне існування. Душа, за Лукрецієм, телесна; вона складається з тих самих атомів, що і тіло, але більш тонких. Душа нерозривно зв'язана з тілом. Зі смертю тіла гине й душа. Смерть означає припинення страждання. Між життям і смертю немає нічого спільного. У смерті лякає не знищення, а неминучість загробного воздаяння, яке є лише марновірством.
За Лукрецієм, боги, хоча й існують десь у міжсвітових просторах, ніякого відношення до світу й життя людей не мають. Визнання Лукрецієм буття богів пояснюється не його поступками релігії, а теорією пізнання Демокрита і Епікура, згідно з якою джерелом уявлень, у тому числі уявлень про богів, є найтонші образи, що йдуть від речей і предметів зовнішнього світу: оскільки існують і самі боги.
Лукрецій рішуче відстоював можливість атеїстичної етики. Тому він допускав у людині вільну волю, яку зв'язував з ідеєю Епікура про відхилення руху атомів від вертикальної лінії.

## Спадок
Вплив філософського твору Лукреція на наступний розвиток філософії і природознавства надзвичайно великий. Ще на римському ґрунті під цим впливом перебував інженер і теоретик архітектури Вітрувій (I ст. до н. е.), трактат якого «Десять книг про архітектуру», що містить посилання на Лукреція, був широко відомий у наступні століття, а потім саме своїми матеріалістичними ідеями вплинув на італійського архітектора епохи Відродження Леона Баттіста Альберті. Галілео Галілей, Ньютон та інші корифеї науки нового часу часто посилалися на Лукреція. Матеріалісти XVII–XVIII ст. сприймали атомістичні ідеї стародавності головним чином із поеми Лукреція. Видатним пропагандистом ідей Лукрецій був Гассенді. Величезним був вплив атеїзму Лукреція.
Атеїстична за суттю поема Лукреція породила серед служителів церкви безліч «Анти-Лукреціїв» (наприклад, М. де Поліньяк, Проти Лукреція). Серед деяких християнських дослідників спадщини Лукреція з'явилася діаметрально протилежна «нова» інтерпретація його світогляду (G. Hadzsits, Lucretius and his influence, 1935), відповідно до якої Лукрецій нібито був провісником вищої релігії, попередником християнства і відкидав лише римське язичництво.

## Твори
- Тіт Лукрецій Кар. Про природу речей / Переклад А. Содомори. — Київ: Дніпро, 1988. — 191 с. ISBN 5-308-00201-0